# Sureot
Der Sureot ist ein anhaltender Wind an der französischen West- und Nordwestküste, der mit Regenwetter einhergeht.